# Valdeolivas
Valdeolivas è un comune spagnolo di 208 abitanti situato nella comunità autonoma di Castiglia-La Mancia.